# Icchak Meir Kanał
Icchak Meir Kanał lub Icchok Mejer Kanał (ur. ok. 1860, zm. 11 sierpnia 1942) – polski rabin żydowski, jeden z przywódców Agudas Jisroel, najstarszy rabin w getcie warszawskim.

## Życiorys
Był synem Moszego Aharona Kanała i Geli Dwojry. Ożenił się z Fejgą z domu Rokeach, wywodzącą się z rodu  cadyków z Bełza i Opatowa. 
Do  1908 był rabinem i przewodniczącym sądu rabinicznego w Inowłodzu. Pełnił także funkcję rabina w Błaszkach i Warszawie. Należał do liderów partii Agudas Jisroel. Pełnił funkcję wiceprzewodniczącego Związku Rabinów w Polsce. Był także członkiem komitetu Seminarium Religijnego Żydowskiego Mesywta przy ul. Świętojerskiej 18 w Warszawie. 
Podczas okupacji niemieckiej w czasie II wojny światowej znalazł się w getcie warszawskim, gdzie był najstarszym członkiem rabinatu. Zginął w sierpniu 1942 w trakcie wielkiej akcji deportacyjnej w getcie. Jego grób na cmentarzu żydowskim przy ul. Okopowej w Warszawie (kw. 32-15-30) został odnaleziony w 2021 roku.